# Castello Inferiore (Arnad)
Das Castello Inferiore di Arnad (frz.: Château inférieur d’Arnad), auch Castello Vallaise (frz.: Château Vallaise) oder Palais de la Costetta, liegt im Gemeindegebiet Arnad im Aostatal.
Die bereits vor langer Zeit aufgegebene oder in private Hand übergebene Höhenburg gehört zu denen im Aostatal, über die man am wenigsten weiß.

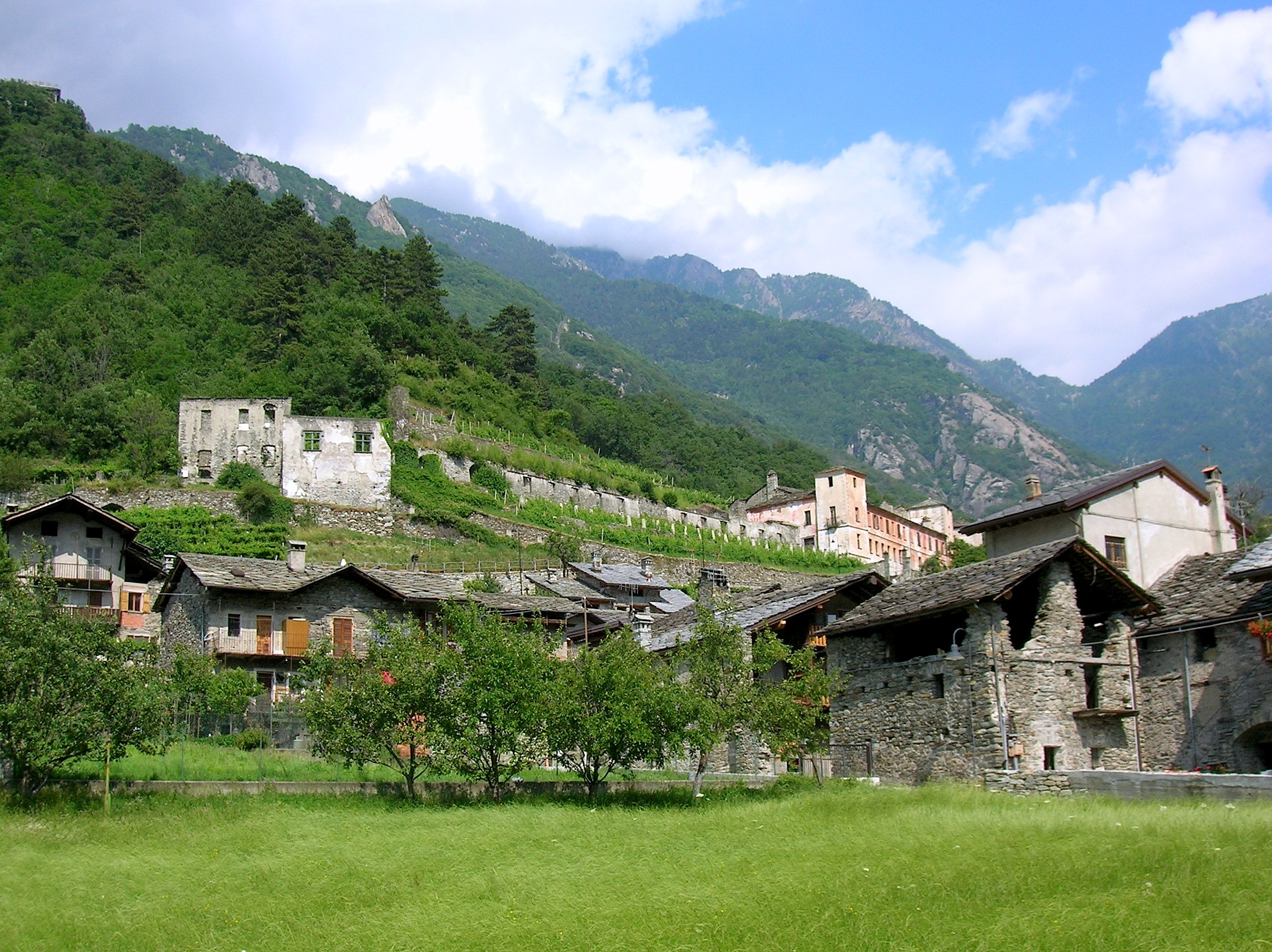
Das untere Schloss

Das untere Schloss liegt auf halber Höhe des Hügels, auf dem die Oberburg Arnad liegt. Es ist von Terrassierungen umgeben, vielleicht, um einen früheren Mauerring zu suggerieren. Allerdings gibt es keinerlei Dokumente über die Burg von dem 17. Jahrhundert, sodass für die Zeit davor keine gesicherten Informationen hat.

## Geschichte
Das untere Schloss Arnad hat mittelalterliche Ursprünge und wurde über die Zeit vielfach strukturell und dekorativ verändert, von den Erweiterungen bis zu den Nutzungsänderungen ist jede Bauphase bis heute an der entsprechenden Architektur zu erkennen, wogegen die Fresken, die mit der Zeit beschädigt wurden, sich in einigen Fällen nach dem Zeitgeschmack übereinander geschichtet sind.

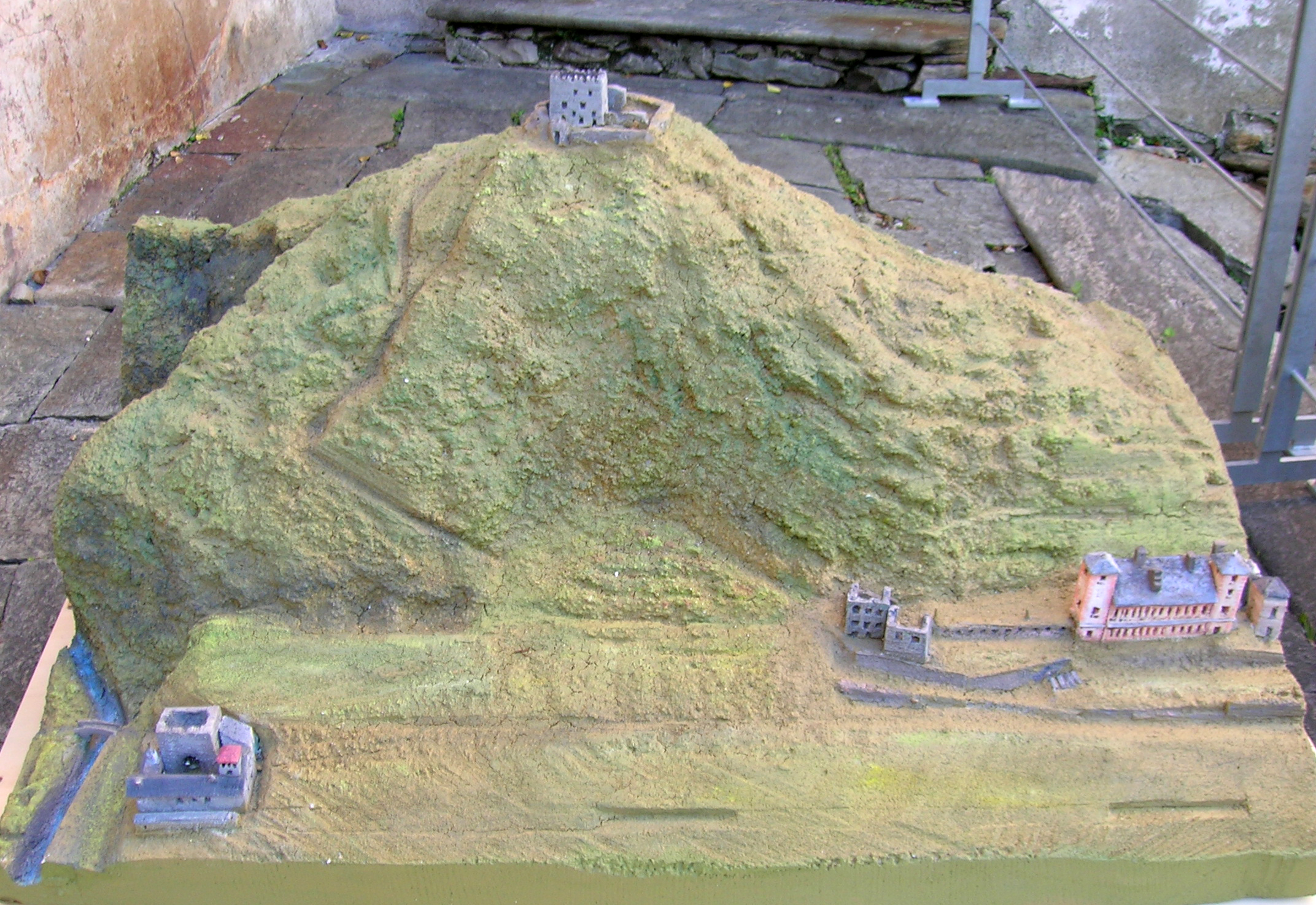
Modell mit dem unteren Schloss und der Oberburg Arnad

Die heutige Burg ließen die Vallaise im 17. Jahrhundert errichten. Der Familie gehörte einst schon die Oberburg aus dem Mittelalter in derselben Gemeinde, das allerdings im 17. Jahrhundert nicht mehr in den Händen der ursprünglichen Eigentümer, obendrein verfallen und daher ohne strategischen Nutzen war.
Das Schloss Vallaise wurde in der Nähe von Ruinen eines früheren Herrenhauses gebaut, mit denen es verbunden wurde. Der Palast bestand in dieser ersten Zeit aus zwei noch unterscheidbaren Gebäudeblöcken, die lange Zeit von zwei unterschiedlichen Familienzweigen bewohnt wurden, den Vallaise-Romagnanos und den Vallaise-Monaltos.
Aus dieser Zeit stammt auch die Bezeichnung „Palais de la Costetta“ im Anklang an das feste Haus Costa: Im Jahrzehnt zwischen 1660 und 1670 ließ der Baron Félix-Charles-François Vallaise-Romagnano dem Herrenhaus das Aussehen einer Burg verleihen, wogegen Alexandre de Vallaise ihm das heutige Aussehen einer Ferienresidenz geben ließ. Alexandre de Vallaise, der als Außenminister von Viktor Emanuel I., König von Sardinien, 1823 verstarb, war zweifellos der berühmteste der Vallaises und prominenteste Vertreter der Familie.
Gegen Mitte des 19. Jahrhunderts war das Haus Vallaise im Niedergang, der männliche Zweig der Familie ausgestorben. Die Burg war bis 1852 Residenz des letzten Familienmitgliedes, Rosalie de Vallaise, Tochter von Alexandre de Vallaise: Kurz vorher, 1848, war die Burg an den Kaufmann Giacobini aus Turin verkauft worden und ging danach von Hand zu Hand, bis sie 1926 von den letzten privaten Eigentümern, den De Bernardis, erworben wurde.
Die zurzeit nicht öffentlich zugängliche Burg erwarb die Regionalverwaltung 2010 und ließ eine Restaurierung in Hinblick auf die „Restitution“ der Burgen des Aostatals für die Bewohner der Region und die Touristen durchführen. Die Verwaltung möchte, sobald die Restaurierung beendet ist, einen Teil der Burg für die Öffentlichkeit zugänglich machen und einen Teil der Räumlichkeiten als Museum einrichten, wogegen ein anderer Teil privaten und kommerziellen Unternehmern der Region zur Verfügung stehen soll, um ihre Geschäfte zu präsentieren.

## Beschreibung

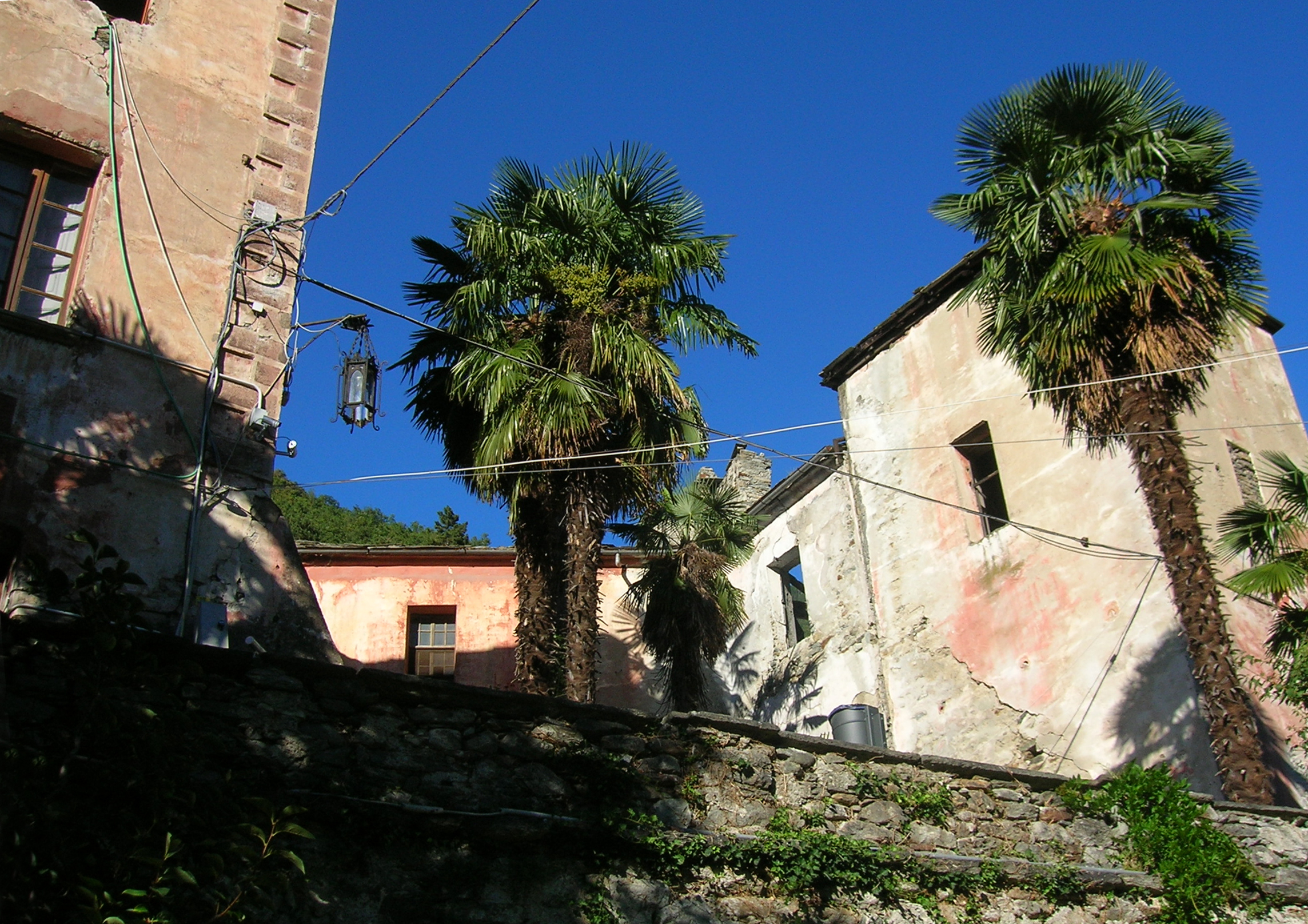
Blick von der unteren Terrasse des mit Palmen und Rosen geschmückten Innenhofs, wo sich der Eingang zur Burg befindet.

Der von den Vallaises beauftragte und heute noch existierende Gebäudeblock hat insgesamt drei Stockwerke und wird von zwei rechteckigen Türmen flankiert, die dekorativen Zwecken dienen. Innen gibt es einen kleinen Hof mit einer steinernen Säulenloggia. Die Burg hat sieben zinnenbewehrte Türme an den Ecken des westlichen Hofes, an die sich ein engerer Hof anschließt, der als Kommandobereich auf der Ostseite der Burg genutzt wird.

## Die Fresken
Obwohl noch keine detaillierten Studien zu dieser Burg veröffentlicht wurden, wurde bereits eine stilistische Bewertung von Sandra Barberi durchgeführt. Es gilt als sicher, dass die bis heute erhaltenen Fresken charakteristisch für den Geschmack des Landadels des Herzogtums Savoyen im 12. Jahrhundert sind, wogegen viele pittoreske Verzierungen von den Eingriffen stammen, die im Auftrag von Baron Félix-Charles-François de Vallaise-Romagnano durchgeführt wurden. Wertvoll sind die Fresken des Hauptsalons, auf denen einige Ansichten der Lehen in Besitz der Familie Vallaise dargestellt sind. In der Galerie im ersten Obergeschoss ist auch der Bilderzyklus erhalten, der dem weiblichen Epos gewidmet ist, in denen verschiedene Heldinnen unterschiedlicher Epochen dargestellt sind, beginnend mit den biblischen Figuren Hagar und Tamar.

## Die Josefskapelle

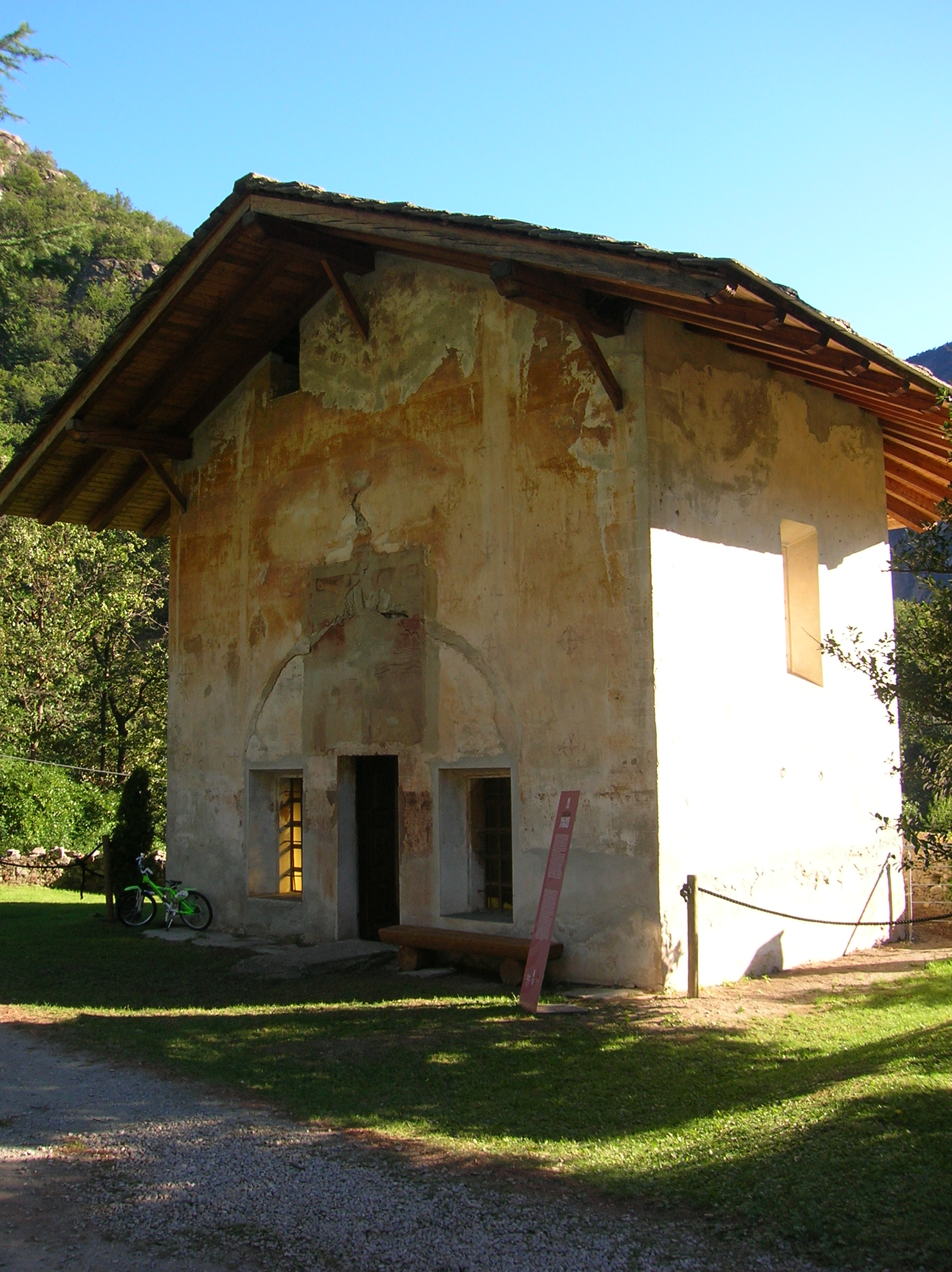
Josefskapelle von 1566

Am Zugangsweg zur Burg gibt es eine Kapelle, die dem Heiligen Josef geweiht ist und 1566 im Auftrag von Amadée de Vallaise-Côte erbaut wurde. Die Außenfassade zeigt die Zeichen der ursprünglich gewölbten Öffnung, die durch eine Tür ersetzt wurde, über der heute ein Fresko der Kreuzigung Jesu angebracht und die von zwei Fenstern flankiert ist. Das Innere der Kapelle ist durch ein geripptes Kreuzgewölbe aus spätgotischer Zeit charakterisiert, auf dem sich ein älterer Sternenhimmel und neuere Verzierungen späteren Geschmacks des Jugendstils überlappen. Der Steinaltar stammt von 1670 und war früher an anderer Stelle in der Burg untergebracht. Erst frühestens 1865 – das genaue Datum ist nicht bekannt – wurde er an diese Stelle versetzt.

## Der Park
Um die Burg öffnet sich ein terrassierter Park, der das darunter liegende Tal dominiert. Hier findet sich eine zweite Kapelle, kleiner und sechseckig, die den Heiligen Josef und Antonius, sowie der Jungfrau Maria, die auf einem Barockaltar auf polychromem Marmortafeln dargestellt sind.

## Veranstaltungen
Eine außerordentliche Eröffnung der Burg fand am 25.–28. August 2011 im Rahmen des Programms Châteaux ouverts statt, um den Fortschritt der Restaurierungsarbeiten zu zeigen. Ebenfalls 2011 war das Schloss Vallaise das Zeichen der Brustkrebspräventionskampagne „Nastro Rosa 2011“, die von der italienische Vereinigung für den Kampf gegen Tumore beworben wurde.